# José Quer y Martínez
José Quer y Martínez (Perpignano, 1695 – 1764) è stato un medico e botanico spagnolo.

## Biografia
Quer studiò medicina e chirurgia nella sua città natale di Perpignano, con particolare enfasi sulla botanica. Successivamente si arruolò nell'esercito, dove, nel ruolo di chirurgo, viaggiò molto in Spagna, Francia, Italia e Nord Africa (dove prese parte alla conquista di Orano), preparando erbario e raccogliendo una grande quantità di semi e piante in vegetazione. Con queste fondò un orto botanico nel 1755, che poi divenne l'attuale Real Jardín Botánico de Madrid.
Nel 1762 pubblicò Flora spagnola e storia delle piante che crescono in Spagna, (che lo portò a corrispondere con Carolus Linnaeus). Egli pubblicò solo quattro volumi della sua opera prima di morire. Il suo lavoro venne poi completato dal suo successore, Casimiro Gomez Ortega. Pubblicò due lezioni, una su "Uva ursi or gayuba" (1763) e l'altra sulla "Cicuta" (1764).